# Meiosquilla randalli
Meiosquilla randalli är en kräftdjursart som först beskrevs av Manning 1962.  Meiosquilla randalli ingår i släktet Meiosquilla och familjen Squillidae. Inga underarter finns listade i Catalogue of Life.